# Leslie Marmon Silko
Pour les articles homonymes, voir Marmon.
Leslie Marmon Silko, née le 5 mars 1948 à Albuquerque, dans le Nouveau-Mexique, est une écrivaine autochtone de culture pueblo laguna. Elle est surtout connue pour son roman Ceremony, publié en 1977. 

## Biographie

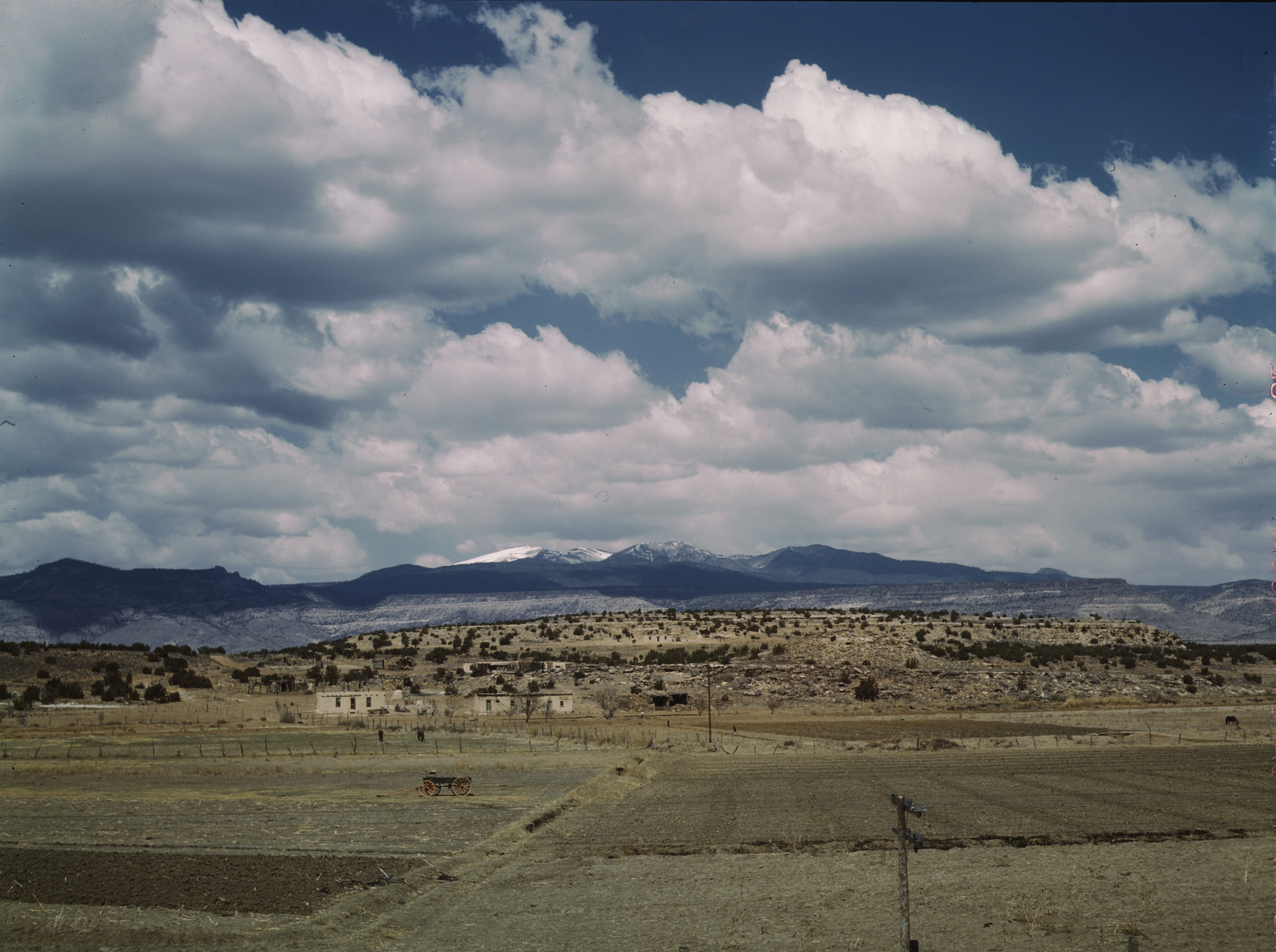
Réserve de Laguna, dans le Nouveau-Mexique

Elle est née en 1948 et est issue de métissages, avec des ascendances mexicaines, autochtone (Pueblos laguna) et européennes,. Elle est la fille du photographe Lee Marmon. Elle grandit au sein de la réserve de Laguna, près d'Albuquerque, au Nouveau-Mexique, bénéficiant des récits oraux d'une grand-mère et d'autres membres de sa famille, et passionnée de lecture,,. Elle étudie à l'université du Nouveau-Mexique.
Elle commence à se consacrer à l'écriture dans les années 1970. Son premier ouvrage publié est un recueil de poésies,Laguna Women, qui parait en 1974.  Elle est aussi enseignante, au Navajo Community College de Tsaile en Arizona, puis elle s'installe en Alaska à partir de 1973. En 1977,  son ouvrage le plus connu et le plus commenté,Ceremony, est publié. Il mêle des récits mythiques et des récits réalistes, et évoque aussi les tests de bombe atomique sur le champ de tir d'Alamogordo, le Trinity Site. Elle revient habiter à Tucson en Arizona, en 1978, et y enseigne à l'université,. D'autres publications suivent : romans, recueils de poésie, ou association de poèmes, de nouvelles et de récits autobiographiques comme Storyteller, paru en 1981. Elle est revenue s'installer dans la réserve de Laguna Pueblo. 

## Œuvres (extrait)

### Romans
- La Cérémonie (Ceremony, 1977), traduit de l'américain en français par Michel Valmary, Éditions Albin Michel, Collection Terre indienne, 1992, 280 pages.  (ISBN 222606124X)
- Almanac of the Dead, 1991, Penguin.  (ISBN 978-0140173192)
- Gardens in the Dunes, Simon and Schuster, 2000.  (ISBN 978-0-684-86332-0)

### Recueils de poésie et de nouvelles
- Laguna Women : Poems, 1974.
- Storyteller, 1981, Henry Holt & Company. Mélange de poèmes, de nouvelles, de récits autobiographiques, d'essais, de lettres, et de photographies (réalisées par son père le plus souvent)  (ISBN 978-0-8050-0192-1)